# Panagiotis Fasoulas
Panagiotis Fasoulas (en griego: Παναγιώτης Φασούλας; Salónica, 12 de mayo de 1963) es un exjugador de baloncesto y político griego. Con 2,13 metros de altura jugaba en la posición de pívot.
Fue elegido en el draft de la NBA de 1986 por los Portland Trail Blazers, pero nunca llegó a disputar la competición.
Considerado ampliamente como uno de los mejores pívots de la historia del baloncesto europeo, en 2016 fue incluido en el Salón de la Fama de la FIBA, y en 2022 en el Salón de la Fama de la Liga Griega.

## Biografía
Durante su carrera profesional jugó para el PAOK BC y para el Olympiacos BC con los cuales ganó el título europeo en 1997. Fue miembro durante varios años del equipo nacional griego y ganó el Eurobasket de 1987. En 1986 entró en el draft de la NBA después de su carrera universitaria en el estado de Carolina del Norte jugando con los NC State Wolfpack.
Fasoulas comenzó su carrera política una vez retirado del deporte uniéndose al partido político, PASOK. Contribuyó a la organización de los Juegos Olímpicos de Atenas 2004 y fue elegido alcalde del Pireo el 15 de octubre de 2006.

## Equipos
- 1981-1985:  PAOK Salónica BC
- 1985-1986:  Universidad Estatal de Carolina del Norte
- 1986-1993:  PAOK Salónica BC
- 1993-1999:  Olympiacos BC

## Palmarés
- 1 Euroliga:

Olympiakos BC: 1997.
- 5 Ligas de Grecia:

PAOK Salónica BC: 1992
Olympiakos BC: 1994, 1995, 1996, 1997
- 3 Copas de Grecia:

PAOK Salónica BC: 1984
Olympiakos BC: 1994, 1997
- 1 Recopa:

PAOK Salónica BC: 1991